# 京都市立御所南小学校
京都市立御所南小学校（きょうとしりつ ごしょみなみしょうがっこう）は、京都市中京区にある公立小学校。

## 沿革
- 1993年（平成5年）4月 - 竹間小学校及び富有小学校が閉校し、一次統合校の京都市立竹間富有小学校が、元竹間小学校地に開校[1]。
- 1995年（平成7年）4月 - 市立小学校4校（竹間富有小学校、春日小学校、梅屋小学校、龍池小学校）の統廃合により、京都市立御所南小学校が元富有小学校地に開校[2]。
- 2010年（平成22年）- 富小路殿公園の東半分と京都府中京庁舎跡を用地として人工芝の第ニ運動場が竣工[3][4][5][6]。
- 2018年（平成30年）4月 - 児童数の増加により、京都市立御所東小学校を分離[7]。

## 校区（通学区域）
開校時の校区（通学区域）は9学区（元学区）であったが、春日学区と銅駝学区が新設された御所東小学校の通学区域となり7学区となった。なお、1947年（昭和22年）の合併において、城巽学区の一部は明倫小学校の通学区域に、初音学区の一部は日彰小学校の通学区域となったため、これら区域は現在は高倉小学校の通学区域となっている。

### 校区の変遷
| 明治8年-明治9年 | 明治9年 - 昭和22年 | 昭和22年 - 平成5年                               | 平成5年 - 平成7年                                | 平成7年 - 平成30年 | 平成30年 - 現在 |
| --------------- | ------------------ | ------------------------------------------------ | ------------------------------------------------ | ------------------ | --------------- |
| 第二錦林の一部  | 第二錦林の一部     | 春日（第二錦林の一部は昭和36年までに錦林に復帰） | 春日（第二錦林の一部は昭和36年までに錦林に復帰） | 御所南             | 御所東          |
| 春日            |                    | 春日（第二錦林の一部は昭和36年までに錦林に復帰） | 春日（第二錦林の一部は昭和36年までに錦林に復帰） | 御所南             | 御所東          |
| 銅駝の一部      | 銅駝の一部         | 富有                                             | 竹間富有                                         | 御所南             | 御所東          |
| 富有            | 富有               | 富有                                             | 竹間富有                                         | 御所南             | 御所南          |
| 柳池            |                    | 富有                                             | 竹間富有                                         | 御所南             | 御所南          |
| 竹間            | 竹間               | 竹間（初音の一部は日彰に合併）                   | 竹間富有                                         | 御所南             | 御所南          |
| 初音の一部      |                    | 竹間（初音の一部は日彰に合併）                   | 竹間富有                                         | 御所南             | 御所南          |
| 梅屋            | 梅屋               | 梅屋                                             | 梅屋                                             | 御所南             | 御所南          |
| 両池            | 龍池               | 龍池（城巽の一部は明倫に合併）                   | 龍池（城巽の一部は明倫に合併）                   | 御所南             | 御所南          |
| 城巽の一部      |                    | 龍池（城巽の一部は明倫に合併）                   | 龍池（城巽の一部は明倫に合併）                   | 御所南             | 御所南          |

## 独自の教育
独自の教育方針や京都市立京都御池中学校との小中一貫教育はテレビで取り上げられるなど全国的に注目度が高く、保護者の支持を集めている。

## 交通アクセス
- 京阪鴨東線 神宮丸太町駅下車
- 京都市営地下鉄烏丸線 丸太町駅下車